# Tales of Mystery and Imagination
Tales of Mystery and Imagination fou el primer àlbum de The Alan Parsons Project, gravat als estudis Abbey Road i publicat el maig de 1976. La base d'aquest àlbum va ser escrita per Eric Woolfson abans de conèixer Alan Parsons. Eric Woolfson va voler captar musicalment les sensacions que havia experimentat llegint Edgar Allan Poe. Un cop va conèixer Parsons, Wolfsoon decidí oferir-li el material amb l'objectiu d'aprofitar el seu talent com a enginyer de so i d'aquesta fusió en va sorgir el grup i alhora, el seu primer treball.
El so avantguardista d'aquest àlbum va sorprendre la crítica tot i que va ser rebut amb opinions oposades. Mentre alguns crítics l'aplaudien, d'altres com la revista Rolling Stone considerava que els lectors d'Edgar Allan Poe se sentirien defraudats - «devotees of Gothic literature will have to wait for someone with more of the macabre in their blood for a truer musical reading of Poe's often terrifying works». («Els devots de la literatura Gòtica hauran d'esperar algú amb més sang macabra per a una veritable interpretació musical dels sovint terrorífics treballs de Poe»).
Com que el material de Woolfson existí prèviament a la formació del grup, moltes foren les persones que participaren en la gravació de les cançons. Hi participaren diferents enginyers, cantants i músics coneguts d'Alan Parsons i d'Eric Woolfson. Tres dels més importants col·laboradors, David Patton, Ian Barnison i Stuart Tosh provenien del grup Pilot, grup amb el qual Alan Parsons va col·laborar prèviament.
L'àlbum Tales of Mystery and Imagination assolí la posició 38 a la llista d'àlbums pop de la revista Billboard, la llista més prestigiosa del món de la música. La cançó "The System Of Doctor Tarr And Professor Fether" (El sistema del Dr. Tarr i el professor Fether) arribà al número 37 en la llista de singles de Pop. La cançó "The Raven" (El corb), possiblement la que s'ha fet més popular del disc i una de les peces més aclamades als concerts d'Alan Parsons, només va arribar al número 80.
El preludi de la cançó "The Fall of the House of Usher" (La caiguda de la casa d'Usher) està basat en un fragment de l'òpera "La chute de la maison Usher" de Claude Debussy.
L'any 1987 Parsons va remesclar l'àlbum amb alguna nova instrumentació, i hi va afegir narracions d'Orson Welles. Al CD s'hi especifica que Welles mai va conèixer en persona ni a Parsons ni a Woolfson, però els va enviar una cinta amb les veus.

## Llista de cançons
1. "A Dream Within A Dream" [instrumental] – 3:43 (Un somni dins d'un somni)
2. "The Raven" – 4:01 (El corb)
3. "The Tell-Tale Heart" – 4:40 (L'indicador del cor)
4. "The Cask of Amontillado" – 4:29 (El barril d'Amontillado)
5. "The System Of Dr. Tarr and Professor Fether" – 4:15 (El sistema del Dr. Tarr i el professor Fether)
6. "The Fall of the House of Usher: Prelude" [instrumental] – 5:51 (La caiguda de la casa d'Usher: Preludi)
7. "The Fall of the House of Usher: Arrival" [instrumental] – 2:36 (La caiguda de la casa d'Usher: Arribada)
8. "The Fall of the House of Usher: Intermezzo" [instrumental] – 1:06 (La caiguda de la casa d'Usher: Intermezzo)
9. "The Fall of the House of Usher: Pavane" [instrumental] – 4:44 (La caiguda de la casa d'Usher: Pavane)
10. "The Fall of the House of Usher: Fall" [instrumental] – 1:07 (La caiguda de la casa d'Usher: Caiguda)
11. "To One in Paradise" – 4:14 (A un del Paradís)

## Crèdits
Plantilla:Refbegin3
- Alan Parsons - Orgue, Sintetitzador, Guitarra, Teclats, Veus, Productor, Enginyer

- Eric Woolfson - Sintetitzador, Teclats, Veus, Productor executiu
- Orson Welles - Narrador (només a la versió de 1987)
- Arthur Brown - Veus
- John Miles - Guitarra, Veus
- Francis Monkman - orgue, Teclats
- Kevin Peek - Guitarra acústica
- Terry Sylvester - Veus
- Laurence Juber - Guitarra acústica
- Andrew Powell - Teclats
- David Paton - Guitarra acústica, Baix, Guitarra, Veus
- Ian Bairnson - Guitarra acústica i elèctrica
- Chris Blair - Enginyer assistent
- Peter Christopherson - Fotografia
- David Katz - Violí
- Burleigh Drummond - Bateria
- English Chorale - Veus
- Jack Harris - Veus
- Bob Howes - Cor
- John Leach - Percussió, Veus, Kantele
- David Pack - Guitarra
- Smokey Parsons - Veus
- Joe Puerta - Baix
- Tony Richards - Enginyer assistent
- Darryl Runswick - Baix
- David Snell - Arpa
- The English Chorale - Cor
- Stuart Tosh - Timbals, Bateria, Veus
- Tom Trefethen - Enginyer assistent
- Leonard Whiting - Veus, Narrador
- Pat Stapley - Enginyer assistent
- Aubrey Powell - Fotografia
- Storm Thorgerson - Fotografia
- Hipgnosis - Disseny i Portada
- Colin Elgie - Disseny Gràfic
- Billy Lyall - Piano, Bateria, Teclats
- Gordon Parry - Enginyer
- Jane Powell - Veus
- Andrew Hurdle - Baix
- Christopher North - Teclats